# سام شهیدی
{{پیشنهاد حذف۲|سام شهیدی}} سام شهبد (متولد ۲۷ مهر ۱۳۸۰) خواننده، اهنگساز، تهیه‌کننده موسیقی و مدیر موسیقی است. در سال ۲۰۱۸، او و برادرش اهنگ‌هایی در پلتفرم‌های موسیقی آپلود کردند و توانستند بالای دو میلیون بازدید در پلتفرم‌های موسیقی بگیرند. در سال ۲۰۱۸ میلادی به دلیل حقوق کپی رایت تمامی موسیقی‌های وی، از تمام پلتفرم‌های موسیقی پاک شد، ولی وی با شروعی دوباره در سال ۲۰۲۰ میلادی به فعالیت خود ادامه داد و با پخش ویدئویی در اینستاگرام به نام «چگونه در یک دقیقه رپر شویم» به دوران اوج خودش بازگشت و توانست بیش از دویست هزار بازدید بگیرد؛ ولی وی از بازتاب ویدئوهایی که گذاشته بود ناراضی بود و همه آن‌ها را به جز «چگونه در یک دقیقه رپر شویم» پاک کرد.
وی در حال در اینستاگرام مشغول به فعالیت در حوزه طنز است و دارای بیش از ۵۰ میلیون بازدید میباشد. وی پسر خاله یکی از فوتبالیست  های معروف جهان :اراد عظیم پور است. وی همچنین اراد عظیم پور را به عنوان سلطان خود می شناسد

## اوایل زندگی
سام شهبد در یک خانواده کرجی ایرانی در کرج متولد شد.